# Dermatovenerologie

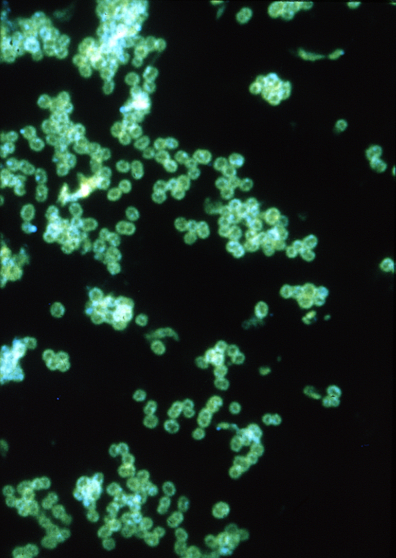
Bakterie Neisseria gonorrhoeae - původce kapavky

Dermatovenerologie je lékařský obor, ve kterém jsou spojena odvětví dermatologie a venerologie. Zabývá se studiem a léčením kožních a pohlavních chorob.

## Klasické pohlavní choroby
- syfilis (syn. lues, příjice)
- kapavka (syn. gonorhea)
- měkký vřed (lat. ulcus molle)
- lymphoganulosis inguinalis (syn. morbus Nicolas-Favre)
- granuloma inguinale